# Nederlandse helmduif
De Nederlandse helmduif is een duivenras. 

## Beschrijving
De kop heeft een halve bolvorm van snale tot nek waarbij de helm gekleurd is. Naast de helm is enkel nog de staart gekleurd in hetzelfde kleur. De rest is wit ook de snor. De kleuren van staart en helm kunnen varieren van zwart, geel, rood tot blauw en blauwzilver. De poten zijn onbeverderd .  De ogen hebben een zeer kleine pupil met fijnen en bleke oogranden. De snavel is meestal vleeskleurig. 

## Geschiedenis
De eerste vermelding met gekleurde slagpennen is in 17354 in ene werk van Moore. Een uitgebreidere beschrijving gebeurd door Brent en Easton waarbij vermeld wordt dat het ras afkomstig is van Nederland of Duitsland. De soort werd toen platte tuimelaar genoemd door zijn tuimelwijze. 